# 遂城遗址 (保定)
遂城遗址，位于中国河北省保定市遂城村，为保定市徐水县的一个省级文物保护单位，类型为古遗址，公布时间为1993年7月15日。
遂城遗址的历史年代为宋代。